# Nautiliniellidae
Nautiliniellidae é uma família de Polychaeta pertencente à ordem Phyllodocida.
Géneros:
- lascarpia
- Iheyomytilidicola
- Laubierus